# Volby do Říšské rady 1901
Volby do Říšské rady roku 1901 byly volby konané v období 12. prosince 1900 – 18. ledna 1901 v Předlitavsku.  Zvoleni v nich byli členové poslanecké sněmovny (dolní komory) celostátního parlamentu, Říšské rady. Šlo o poslední volby v Předlitavsku konané podle kuriového systému s všeobecným ale nerovným volebním právem.

## Dobové souvislosti
Od roku 1900 vládla v Předlitavsku první vláda Ernesta von Koerbera, která se snažila za cenu kompromisů stabilizovat politický systém státu, rozkolísaný trvalými etnickými a ideologickými spory (Pax Koerberiana). Říšská rada nicméně nadále zažívala opakované obstrukce.
Volby se konaly podle parametrů, které v roce 1896 nastavila takzvaná Badeniho volební reforma. Voličstvo bylo podle ní rozděleno do pěti kurií. Volební právo v kurii velkostatkářské, městské, kurii obchodních a živnostenských komor a kurii venkovských obcí omezoval volební cenzus (daňově definovaný, tedy volit směli jen ti, kteří odváděli na daních nějakou minimální částku). Pátá kurie zahrnovala všechny muže starší 24 let. Předseda vlády Ernest von Koerber se sice pokoušel prosadit další reformu volebních zákonů, v jejímž rámci počítal s redukcí na pouhé tři kurie (kurie nejvýše zdaněných, kurie inteligence a všeobecná kurie), v nichž by se rozdíly mezi vahou voličských hlasů zredukovaly, ale návrh nebyl přijat.
Hlasování probíhalo po etapách, jako poslední volila kurie velkostatkářů v Dolních Rakousích.

## Výsledky a dopady voleb
Volby nezměnily zásadním způsobem silové poměry v Říšské radě a opětovně vytvořily vysoce fragmentované politické spektrum. Jisté oslabení zaznamenali mladočeši kvůli formování samostatných politických stran českých agrárníků a národních sociálů. Národní sociálové navíc reprezentovali nový trend voličských preferencí, posilování nacionalistických sil. Výrazně uspěli (zejména v českých zemích) Všeněmci (Alldeutsche Vereinigung). Naopak společný postup nesocialistických stran vedl k oslabení sociálně demokratických pozic (napříč národnostními skupinami Předlitavska). Sociální demokraté měli v novém parlamentu jen 10 poslanců.
Volební účast v roce 1901 ve srovnání s předchozími volbami poklesla. V páté kurii (s všeobecným volebním právem) volilo jen necelých 30 % oprávněných voličů. Historik Otto Urban to interpretuje jako důsledek klesající prestiže parlamentu v rakouském politické životě. Zároveň šlo o obecnější změnu postoje k voleným zákonodárným tělesům. Zemské volby v Čechách 1901 konané krátce poté měly podobně nízkou voličskou účast.
Celkem bylo zvoleno 425 poslanců. Nejsilnějšími frakcemi v novém parlamentu byl Polský klub, dále mladočeši, Deutsche Volkspartei. Tyto tři nejpočetnější kluby ale dohromady disponovaly jen 164 mandáty a sněmovna byla nadále roztříštěna na velké množství skupin.
Volby neměly dopad na vládní úrovni, protože vláda Ernesta von Koerbera setrvala v úřadu až do roku 1904. Koerber se ale v roce 1901 pokusil o zmírnění české opozice a podařilo se mu naklonit si dočasně mladočeskou stranu prostřednictvím programu hospodářských investic (masivní regulace vodních toků, asanace Prahy, meliorace zemědělské půdy), zřízení galerie moderních umění v Praze apod.
| Strana  | Polský klub | mladočeši | Deutsche Volkspartei | Pokroková strana | ústavověr. velkostatek | něm. klerikálové | Křesť.-soc. str. |
| Mandátů | 63          | 53        | 48                   | 31               | 30                     | 29               | 25               |